# 火龍 (2010年電影)
《火龍》是林超賢於2009年執導的香港動作電影，由黎明和任賢齊主演，於2009年8月正式開機，於9月殺青，2010年4月1日於香港上映。本片為第34屆香港國際電影節開幕電影。

## 剧情
文方（黎明飾）因妻子（楊崢飾）意外身亡，性格火爆並每每希望找回殺妻真兇報仇。紀少群（任賢齊飾）以極狠的手法破案，可是卻因為其女友的背景令仕途無望。兩人先從一宗車禍命案及妓女兇案碰頭，紀少群聲稱希望協助文方調查妓女兇案，可是背後卻是藉此機會成為香港警察之中的內鬼，並有著自家的陰謀。同時，曾於內地當礦場爆破師的黃勇（王寶強飾）因懷孕妻子來港團聚，在希望賺錢時卻被同鄉利用，無辜地捲入紀少群的陰謀內。
有嫌犯與重型軍火交易有關，紀少群獲悉後，竟主動提出協助，因為他階級特殊，文方並沒察覺紀少群有其他目的。原來紀少群正暗中策劃一個足以震撼整個警隊的驚天詭計，故此要監視文方等人，避免計畫遭識破。文方開始察覺有人私下放走疑犯，甚至從中破壞追查線索，此時跟隨文方多年的得力下屬高祥安（廖啟智飾）被揭發與妓女命案有關，文方無奈想包庇祥安，卻被紀少群處處阻撓，文方也因此遭到停職，一連串的危機逐漸逼近，他才正開始懷疑紀少群，卻被紀少群先下手為強，最後惡鬥即將展開！

## 主演
- 黎明 飾 警長文方
- 任賢齊 飾 高級督察紀少群（被汽車壓傷腿部大動脈及最後自轟而死）（粵語配音：歐錦棠）
- 廖啟智 飾 高祥安（被槍殺）
- 葉　璇 飾 細 May
- 徐若瑄 飾 Ellen（紀少群女友）
- 劉浩龍 飾 阿海（被炸傷）
- 周志強 飾 何榮
- 應昌佑 飾 阿森（被槍傷，因不堪痛楚要求紀少群將其槍殺）
- 黃長興 飾 陳康
- 王寶強 飾 黃勇（被炸至粉身碎骨）
- 湯　嬿 飾 黃勇妻（懷孕，在文方協助下產子）
- 嶽小軍 飾 小可
- 譚　凱 飾 刀哥（悍匪首領，搶劫得手後企圖黑吃黑獨吞贓物，與黑警槍戰期間被自己的霰彈槍轟斃）
- 金來群 飾 老二
- 余家倫 飾 鄔警官
- 姜皓文 飾 鍾警官（中槍身亡）
- 黃德斌 飾 火水哥
- 楊　崢 飾 文方妻子（被扒手刀刺身亡）
- 羅莽 飾 電車司機

## 制作
片名「火龍」除了指大坑舞火龍之外，也指了片中黎明、任賢齊的角色設定──生肖同樣屬龍。電影中出現的行人隧道槍戰一幕，靈感可能來自徐步高槍擊案，取景地點也是案發現場。

## 外部連結
- 官方網站
- 開眼電影網上《火龍》的資料（繁體中文）
- 豆瓣电影上《火龙对决》的資料 （简体中文）
- 时光网上《火龙对决》的資料（简体中文）
- AllMovie上《火龍》的资料（英文）
- 爛番茄上《火龍》的資料（英文）
- 香港影庫上《火龍》的資料（繁體中文）
- 互联网电影数据库（IMDb）上《火龍》的资料（英文）
- 火龍 （页面存档备份，存于）的雅虎電影頁面（英文）